# Qeqqata Kommunia
Die Qeqqata Kommunia ist seit dem 1. Januar 2009 eine grönländische Kommune mit einer Bevölkerungszahl von etwa 9.300 Einwohnern und einer Fläche von 115.500 km². Der Kommunalsitz liegt in Sisimiut.

## Lage
Die Qeqqata Kommunia liegt zentral in Grönland. Im Norden trennt der Fjord Nassuttooq die Kommune von der Kommune Qeqertalik ab, im Süden grenzt jenseits der Halbinsel Akia die Kommuneqarfik Sermersooq an.

## Geschichte
Die Qeqqata Kommunia wurde am 1. Januar 2009 durch die Zusammenlegung der bisherigen Gemeinden Sisimiut und Maniitsoq gegründet. Der Name der Kommune bedeutet übersetzt „Kommune der Mitte [Grönlands]“.

## Orte
Der Küstenlinie entlang von Norden nach Süden liegen folgende Orte in der Qeqqata Kommunia:
| Ort              | Distrikt           | Einwohnerzahl (1. Januar 2022) |
| ---------------- | ------------------ | ------------------------------ |
| Sisimiut         | Distrikt Sisimiut  | 5520                           |
| Sarfannguit      | Distrikt Sisimiut  | 87                             |
| Itilleq          | Distrikt Sisimiut  | 81                             |
| Kangerlussuaq    | Distrikt Sisimiut  | 475                            |
| Kangaamiut       | Distrikt Maniitsoq | 303                            |
| Maniitsoq        | Distrikt Maniitsoq | 2516                           |
| Napasoq          | Distrikt Maniitsoq | 78                             |
| Atammik          | Distrikt Maniitsoq | 197                            |
| Qeqqata Kommunia | Qeqqata Kommunia   | 9257                           |

Dabei ist Kangerlussuaq das größte Dorf Grönlands.

## Politik

### Bürgermeister
- 2009–2017: Hermann Berthelsen (Siumut)
- seit 2017: Malik Berthelsen (Siumut)

### Kommunalwahlergebnisse
| Wahl | Atassut | Demokraatit | Inuit Ataqatigiit | Kattusseqatigiit Partiiat | Partii Inuit | Naleraq | Qulleq | Siumut |
| ---- | ------- | ----------- | ----------------- | ------------------------- | ------------ | ------- | ------ | ------ |
| 2008 | 19,0 %  | 11,3 %      | 24,4 %            | 0,8 %                     | —            | —       | —      | 44,3 % |
| 2013 | 23,0 %  | 5,5 %       | 16,9 %            | 0,3 %                     | 0,7 %        | —       | —      | 53,7 % |
| 2017 | 21,5 %  | —           | 17,7 %            | —                         | —            | 8,4 %   | —      | 52,4 % |
| 2021 | 12,0 %  | 1,4 %       | 21,1 %            | —                         | —            | 25,2 %  | —      | 40,3 % |
| 2025 | 8,1 %   | 21,3 %      | 11,1 %            | —                         | —            | 23,7 %  | 2,2 %  | 33,5 % |

### Kommunalrat
Folgende Personen wurden 2025 in den Kommunalrat gewählt:
| Name                    | Partei | Partei            | Anmerkungen                                     |
| ----------------------- | ------ | ----------------- | ----------------------------------------------- |
| Bitten Heilmann         |        | Atassut           |                                                 |
| Rachel Ingemann         |        | Demokraatit       | 2. Vizebürgermeisterin                          |
| Erne Olsen              |        | Demokraatit       |                                                 |
| Nivi Heilmann Efraimsen |        | Inuit Ataqatigiit |                                                 |
| Juliane Enoksen         |        | Inuit Ataqatigiit |                                                 |
| Pele Broberg            |        | Naleraq           | auf Sitz verzichtet; ersetzt durch Jens Lyberth |
| Steffen Johansen        |        | Naleraq           |                                                 |
| Karl Lyberth            |        | Naleraq           |                                                 |
| Nathan Møller           |        | Naleraq           |                                                 |
| Malik Berthelsen        |        | Siumut            | Bürgermeister                                   |
| Barnabas Larsen         |        | Siumut            |                                                 |
| Gideon Lyberth          |        | Siumut            | 1. Vizebürgermeister                            |
| Evelyn Sofie Mølgaard   |        | Siumut            |                                                 |
| Charlotte Olsen         |        | Siumut            |                                                 |
| Hans Frederik Olsen     |        | Siumut            |                                                 |

Grün hinterlegte Personen gehören der Koalition an.

## Wirtschaft
Die Qeqqata Kommunia lebt vor allem von Jagd und Fischerei. In der Kommune befinden sich die größten Fischfabriken des Landes. Es werden vor allem Garnelen, Krabben, Kabeljau, Lachse und Heilbutt gefischt. Außerdem werden Walrosse, Robben und Wale gejagt.
In der Kommune spielt zudem der Tourismus eine größere Rolle. Vor allem Ski- und Erlebnistourismus sind von größerer Bedeutung.
Die Kommune hat ein größeres Potential für Bergbau, das aber bisher kaum ausgenutzt worden ist.

## Verkehr
Die Küste der Qeqqata Kommunia ist ganzjährig eisfrei und mit dem Schiff erreichbar. In Kangerlussuaq befindet sich mit dem Flughafen Kangerlussuaq der größte Flughafen des Landes, welcher als Drehkreuz für ganz Grönland fungiert. Daneben befinden sich zwei kleine Flughäfen in Sisimiut und Maniitsoq.

## Wappen
Beschreibung: In Blau ein grauer Balken mit zwei nach oben gehenden Wellen in deren Wellental ein weißer Eisberg hervorragt und von zwei weißen fünfzackigen Sternen begleitet wird. Unten sind sechs (3;2;1) solcher Sterne im Wappen.
Das von Rita Bornhuus entworfene Wappen zeigt zwei große und sechs kleine Sterne, die die beiden Städte und die sechs Dörfer der Kommune symbolisieren. Die Berge repräsentieren die Geografie in Sisimiut und Maniitsoq.